# Infixová notace
Infixová notace je běžný způsob zápisu matematických výrazů, ve kterém jsou operátory napsány mezi operandy, se kterými pracují (např. 3 + 4). Její počítačová analýza není tak jednoduchá jako v případě prefixové notace (+ 3 4) nebo postfixové notace (3 4 +), ale je používána v mnoha programovacích jazycích pro její rozšířenost i všeobecnou srozumitelnost.
V infixové notaci jsou, na rozdíl od prefixové nebo postfixové notace, závorky nutností. V případě, že závorky chybějí, záleží na prioritě početních operací.